# St. Martini (Halberstadt)

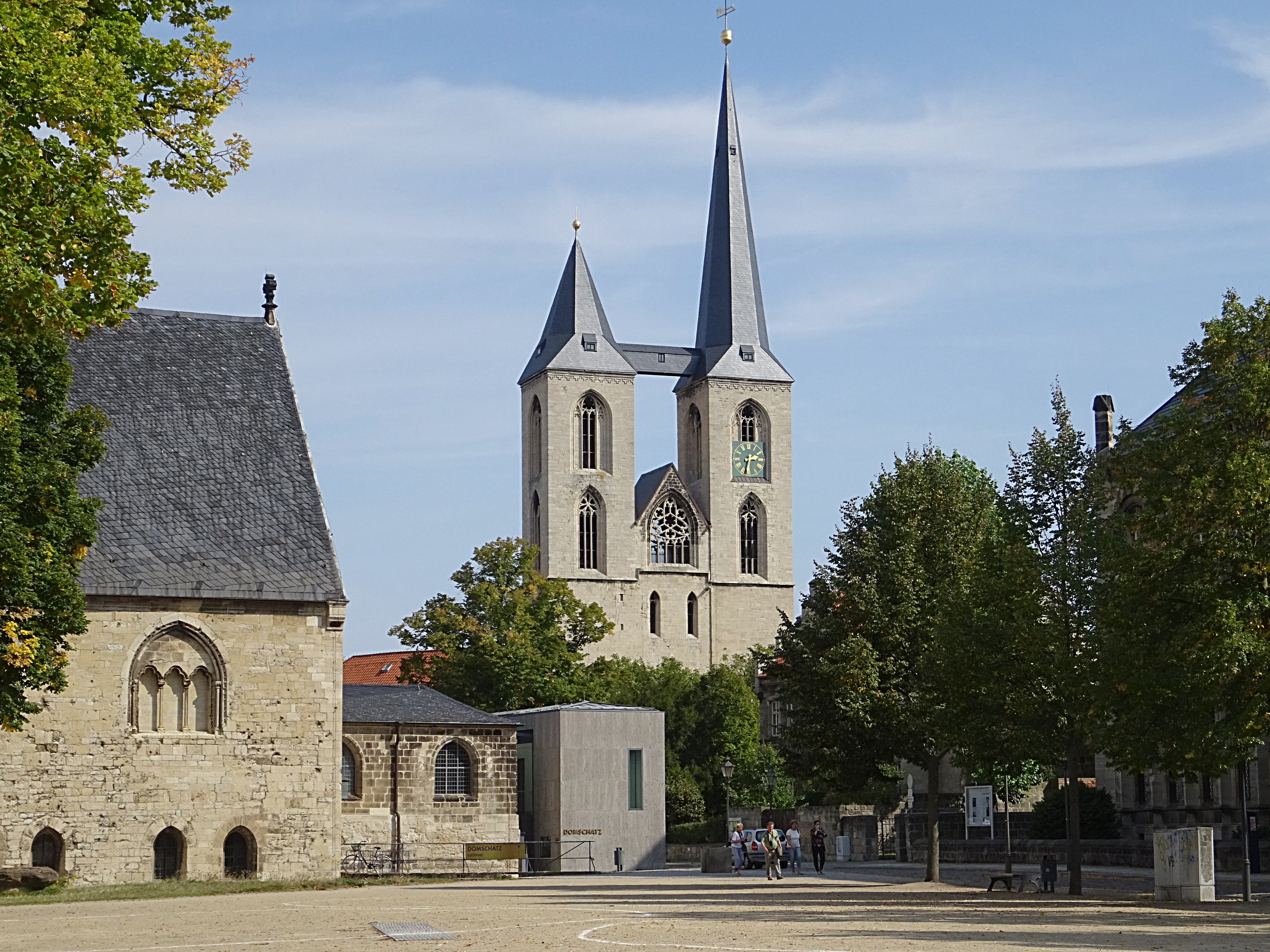
Ansicht vom Domplatz

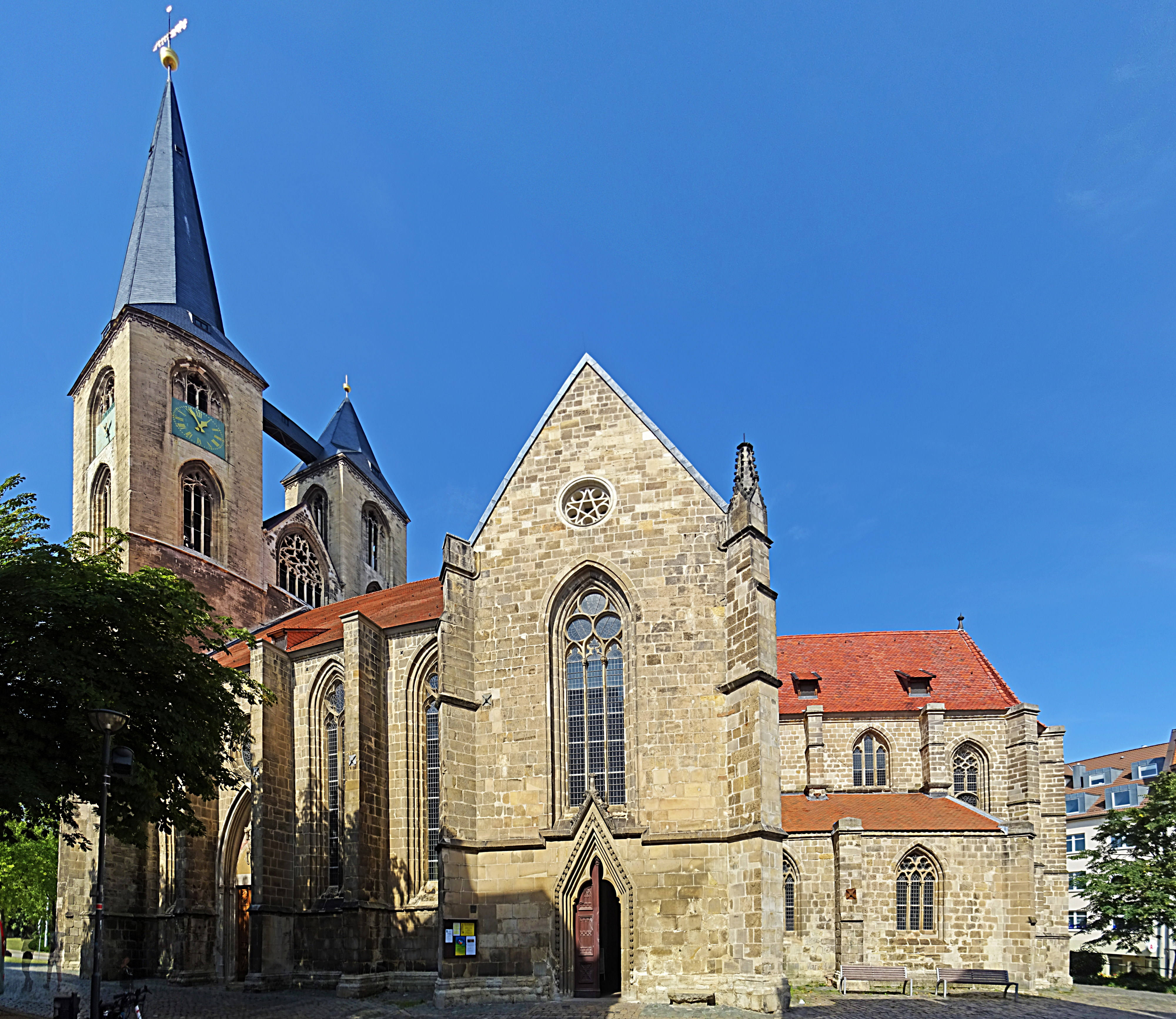
St. Martini von Süden

St. Martini ist eine Kirche im gotischen Baustil im Zentrum von Halberstadt in Sachsen-Anhalt, die im April 1945 zerstört und in den folgenden Jahren bis 1954 wiederaufgebaut wurde.

## Geschichte und Architektur

### Baugeschichte
Die Kirche wurde vermutlich im 10. Jahrhundert gegründet und erstmals 1186 urkundlich erwähnt. Die Martinikirche prägt zusammen mit der Liebfrauenkirche und dem Dom das Stadtbild Halberstadts. Das Bauwerk ist eine fünfjochige gotische Hallenkirche, an die sich im Osten ein Querhaus sowie ein basilikaler Chor mit Fünfachtelschluss mit zwei gerade schließenden Nebenchören anschließen. Der Westbau ist ein wenig gegliederter Querriegel, der nach oben in zwei quadratische Turmfreigeschosse mit einem dazwischenliegenden Glockenhaus übergeht, die mit zunehmend reichen Maßwerkfenstern durchbrochen sind. Die achteckigen, verschieden hohen Turmhelme sind mit einer gedeckten Brücke verbunden. Die Choranlage wird mit Ablässen in den Jahren 1267, 1274 und 1285 in Verbindung gebracht. Der Westbau wurde vermutlich noch vor 1311, dem Datum der Unterstellung der Kirche unter das Johannisstift, begonnen; das Hallenlanghaus wurde vermutlich nach einer Planänderung im zweiten Viertel des 14. Jahrhunderts erbaut. Das Gebäude wirkt altertümlich durch die etwas gedrückten Proportionen, die durchweg verwendeten Kreuzgratgewölbe und die Einbeziehung der älteren Vierungspfeiler aus dem 12. Jahrhundert. An der Nordseite ist ein zweigeschossiger, zweijochiger Vorbau mit Portal angebaut. An den nördlichen Nebenchor schließt sich die Sakristei aus dem 16. Jahrhundert mit rundbogigen Fensterpaaren an.
Im 19. Jahrhundert wurde die südliche Querhausfront teilweise verändert, wobei das Portal eingefügt wurde. Vermutlich wurden dabei auch die Einzelformen des Inneren teilweise überarbeitet.

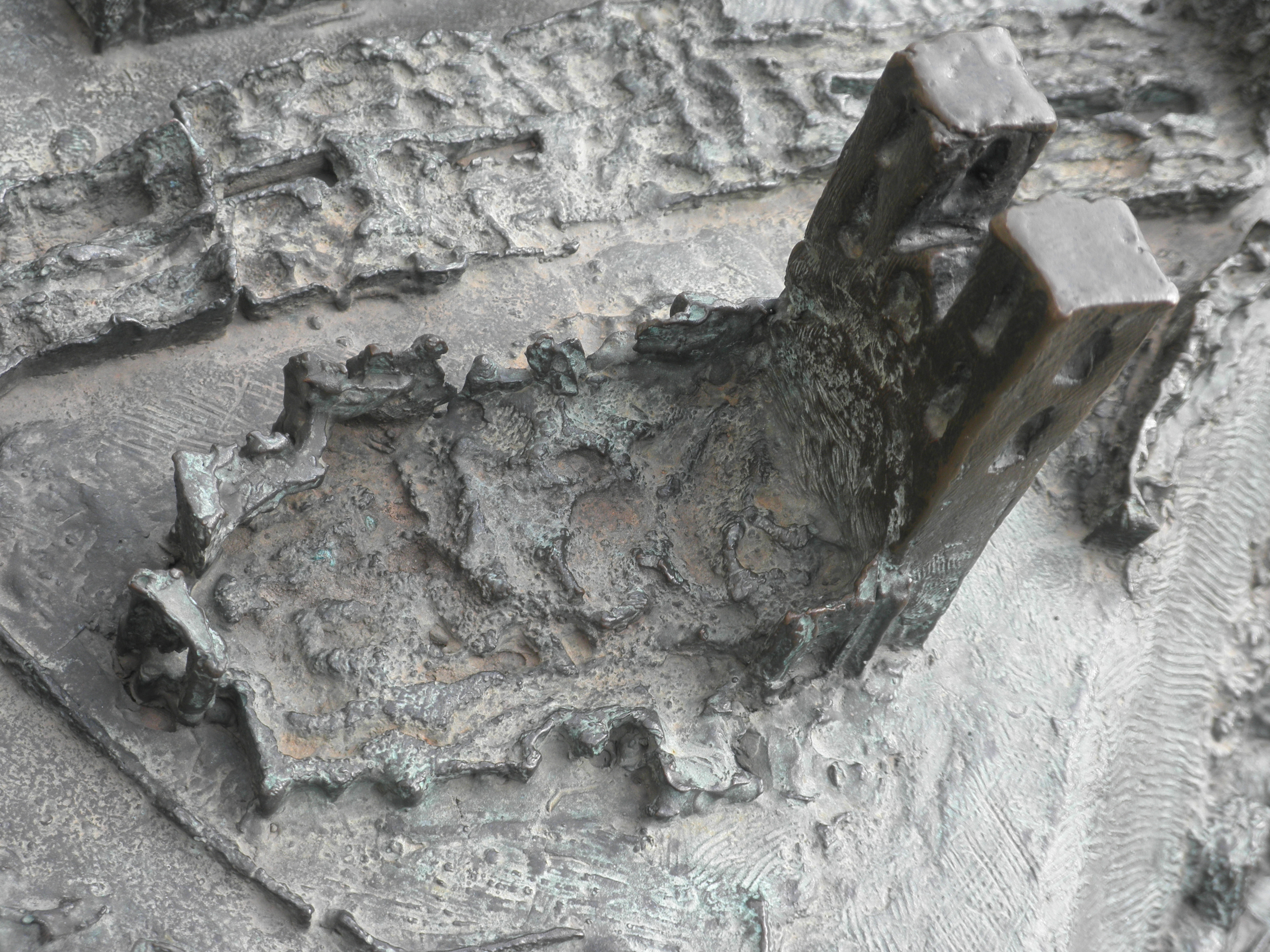
Vereinfachte Darstellung der zerstörten Kirche am Denkmal für die Trümmerfrauen

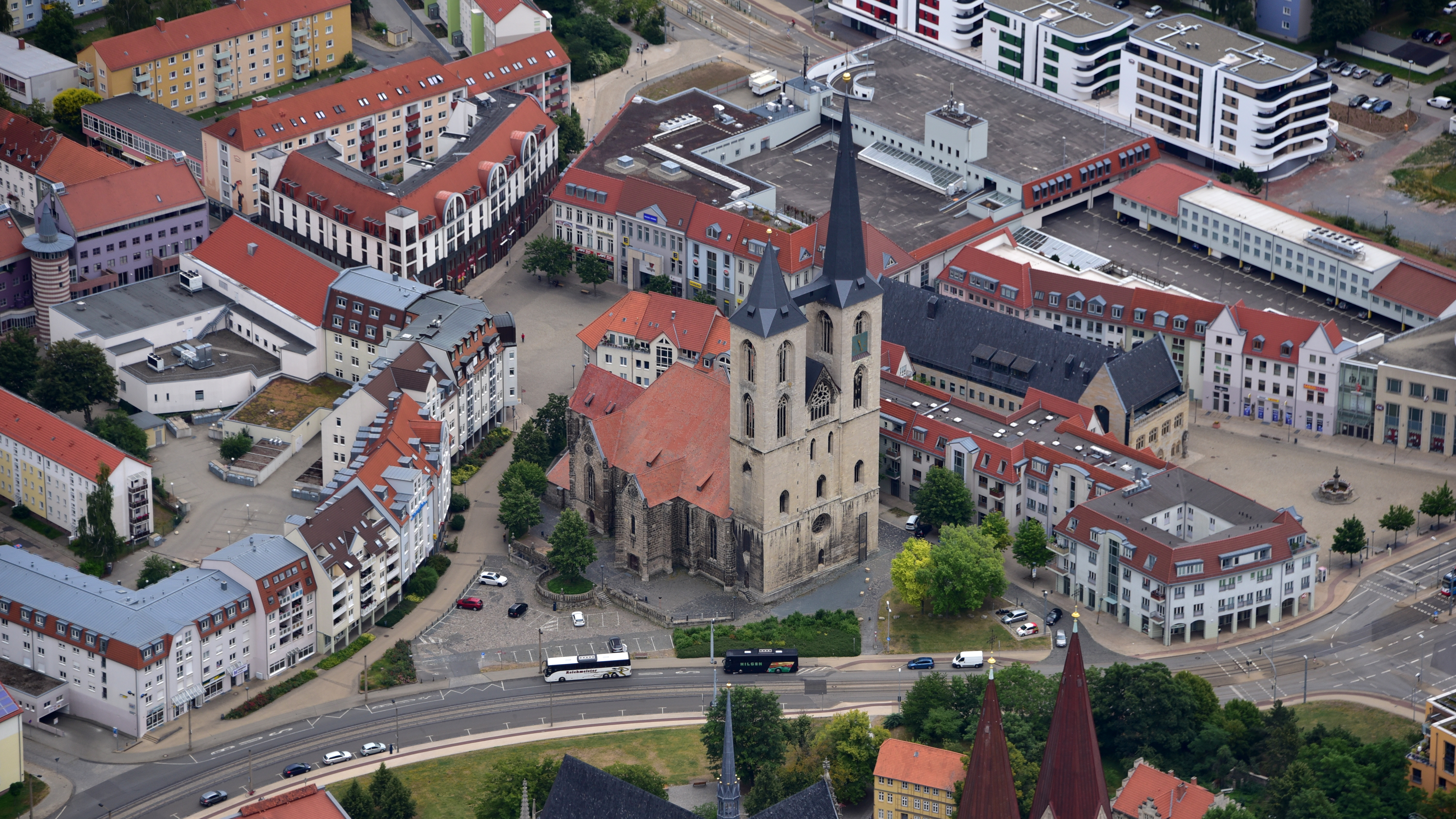
St. Martini im wiederaufgebauten Umfeld

### Zerstörung und Wiederaufbau
Die Stadt Halberstadt wurde am Ende des Zweiten Weltkrieges durch Bombenangriffe zu 82 Prozent zerstört. Die drei Wahrzeichen Halberstadts – Dom, St. Martini und Liebfrauenkirche – blieben trotz schwerer Schäden von der totalen Zerstörung verschont. Doch wurde auch der Zerstörungsgrad der Martinikirche auf 80 % geschätzt (Walter Bolze).
Auf die Martinikirche waren am 8. April 1945 Brandbomben gefallen. Eine Sprengbombe durchschlug den unteren Teil des Südturmes und riss dabei die Nordostecke des Turmgesimses fort. Die Turmhauben brannten wie Riesenfackeln, stürzten in sich zusammen und entzündeten so das Kirchendach und die umliegenden Wohnhäuser. Die noch vorhandenen drei Glocken stürzten aus ihren Halterungen. Die größte und schönste, die Feuerglocke von 1511, sank langsam auf den Schutt nieder, wodurch sie nur unwesentlich beschädigt wurde. Von den beiden Flugbeobachterinnen auf dem Turm kam eine ums Leben, die andere wurde schwer verwundet. Die Umfassungsmauern und die Gewölbe der Kirche blieben erhalten.
Von 1945 bis 1954 wurden dank des Einsatzes des Halberstädter Architekten Walter Bolze St. Martini und Liebfrauenkirche wiederhergestellt. Schwerpunkt waren dabei insbesondere die Restaurierung der stadtbildprägenden Türme und des Daches.

### Wendezeit
Im Herbst des Jahres 1989 wurde St. Martini zusätzlich als Versammlungsraum des „Neuen Forums“ genutzt. Heute setzt sich die Kirchengemeinde für ein gewaltfreies Halberstadt ein.
An der Westseite der Kirche wurde ein schlichtes Denkmal zur Erinnerung an die Friedliche Revolution 1989 in Halberstadt errichtet, die von Friedensgebeten in der Martinikirche ihren Ausgang genommen hat.
Weitere Sanierungsarbeiten begannen Anfang des 21. Jahrhunderts, da die Bausubstanz vor allem durch Witterungseinflüsse (Luftverschmutzung, Saurer Regen) gelitten hatte. Die Bürger Halberstadts sammelten dazu 100.000 Euro. In Zusammenarbeit mit der Deutschen Stiftung Denkmalschutz konnte St. Martini instand gesetzt werden.

## Ungleiche Türme

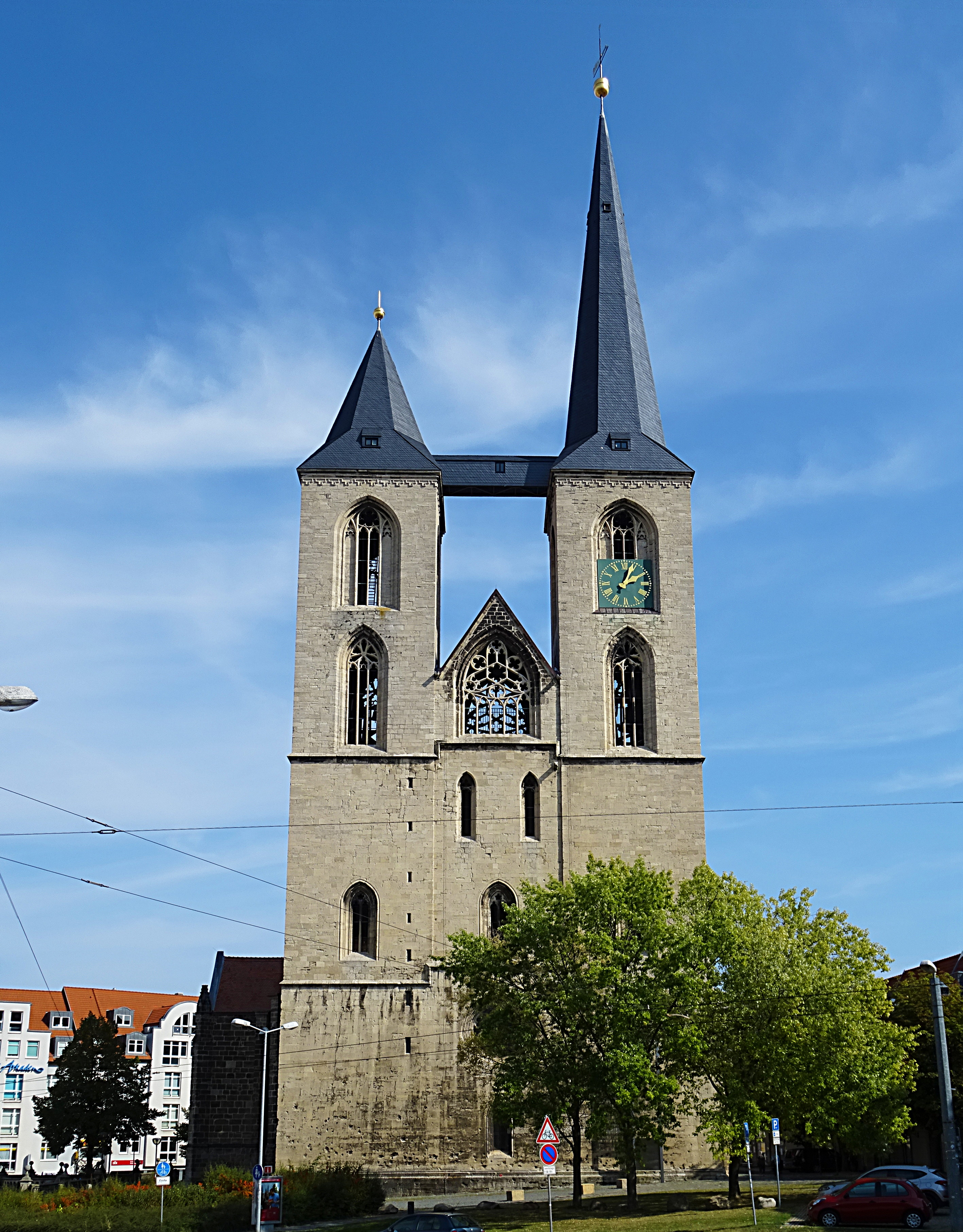
Die ungleichen Türme

Der Westbau mit den zwei unterschiedlich hohen Turmhelmen ist traditionell Eigentum der Stadt Halberstadt und deren Wahrzeichen. Die mächtige Doppelturmanlage wurde zu Beginn des 14. Jahrhunderts erbaut und diente als Feuerwachturm.
Warum die Türme eine unterschiedliche Größe besitzen, ist unbekannt. Dazu gibt es folgende drei Theorien:
- Die Türme wurden mit Absicht unterschiedlich hoch gebaut, um dem Wächter im höheren Turm einen Blick in alle Richtungen zu verschaffen. Der Wächter brauchte einen Blick in alle Richtungen, da in Vororten wie in Sargstedt so genannte Alarmfeuertürme standen. Wenn der Wächter aus einer Himmelsrichtung Rauch gesehen hat, konnte er die Stadt alarmieren. Die Alarmfeuertürme waren bis zu 20 Kilometer von Halberstadt entfernt, was auch erklärt, warum man einen solch hohen Aussichtspunkt wie St. Martini benötigte.

- St. Martini wurde nicht von der Kirche erbaut, sondern von Geldern wohlhabender Bürger. Während des Baus ging jedoch den Gebern das Geld aus und um Kosten zu sparen wurde beschlossen, den zweiten Turm nicht weiter auszubauen.

- Im Mittelalter soll St. Martini gebrannt haben, wobei ein Turm zerstört wurde. Da die Stadt jedoch nicht genügend finanzielle Mittel besaß, wurde der zerstörte Turm nur notdürftig wieder neu gebaut.

## Ausstattung

### Altar, Kanzel und Taufe

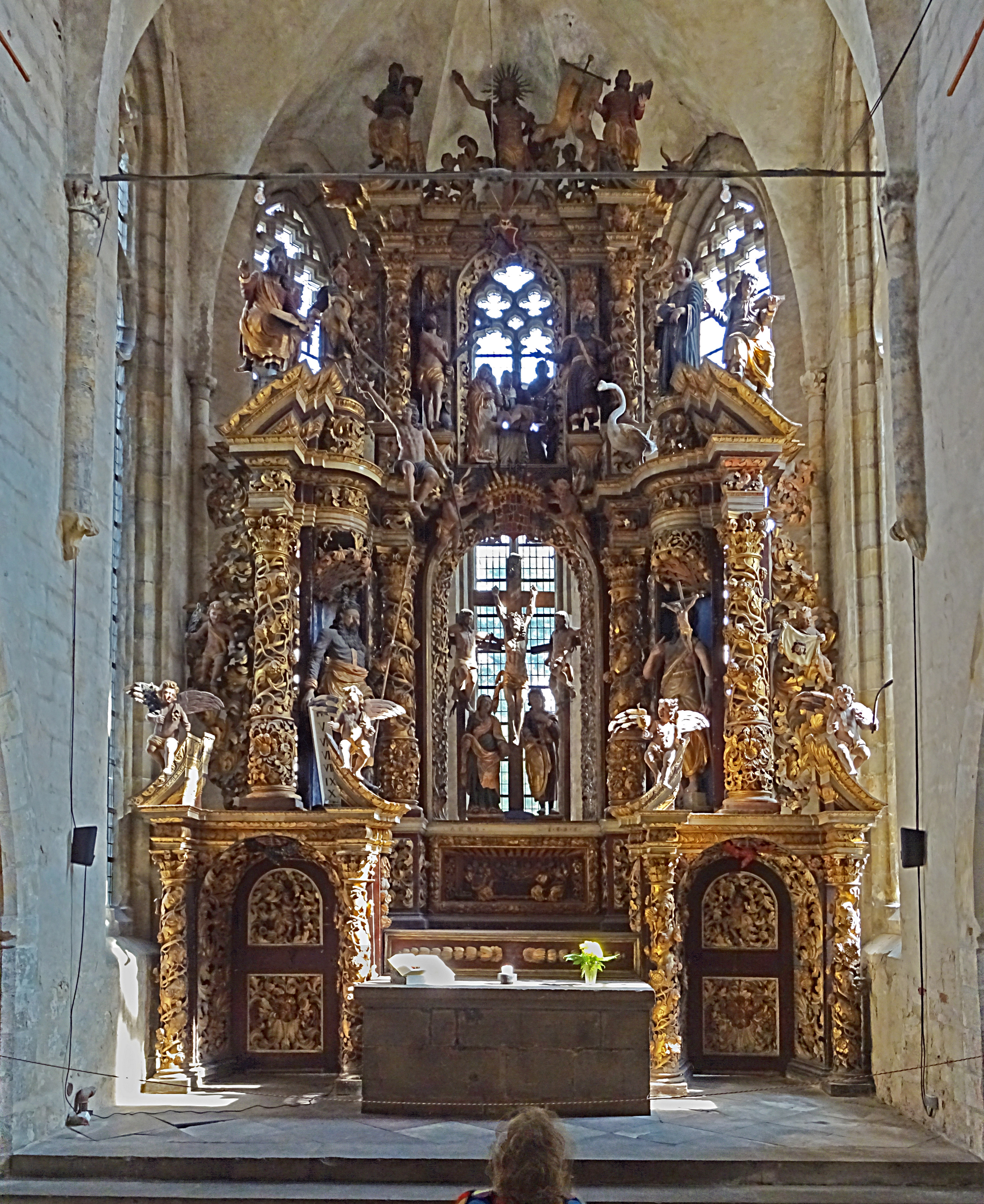
Barockaltar von 1696

Hauptstück der Ausstattung ist ein bedeutender barocker Altar möglicherweise von Thiele Zimmermann aus dem Jahre 1696. In der Bauphase 1880 bis 1881 war dieser in ein Seitenschiff verbracht und durch einen neugotischen Hochaltar ersetzt worden, der in der Werkstatt des Holzbildhauers Gustav Kuntzsch, Wernigerode, hergestellt worden war.
Im Zuge des Wiederaufbaus in den Jahren 1945 bis 1954 wurde der Barockaltar wieder an seinen alten Standort gebracht. Über den Verbleib des neugotischen Altars ist nichts bekannt.
Der barocke Altar füllt den Chorschluss nahezu völlig aus. Er besteht aus einem dreigeschossigen Aufbau mit vorschwingenden Seitenteilen und gewendelten Säulen mit Weinlaub. Im Untergeschoss ist das Abendmahl dargestellt, seitlich davon sind Durchgangsportale angeordnet. Im Mittelgeschoss befindet sich eine freistehende vollplastische Kreuzigungsgruppe, daneben sind in Nischen Johannes der Täufer und Mose sowie Putten mit den Arma Christi zu sehen. Im obersten Geschoss ist freistehend eine Gruppe der Grablegung Christi, begleitet vom Ecce homo angeordnet, daneben der heilige Martin von Tours mit dem Bettler und Martin Luther mit dem Schwan sowie die Evangelisten Matthäus und Johannes. Zuoberst ist der auferstandene Christus, begleitet von Markus und Lukas zu sehen.
Die wertvolle Kanzel wurde 1595 geschaffen und 1690 teilweise (Ecksäulchen, Ornamente, Kanzeltür) umgestaltet. Der Korb wird von einer Figur des Samson getragen. Am Korb sind Reliefs mit Darstellungen von der Erschaffung der Welt, dem Sündenfall und dem Erlöser, der Opferung Isaaks und des Königs David, der Verklärung Christi, ein Kruzifix mit dem Stifter (Bartelt Hane) sowie der Auferstehung angebracht. An der Treppenbrüstung folgen Darstellungen von Weltuntergang und Weltgericht. Die Rahmungen sind mit fein gearbeiteten Spätrenaissanceornamenten gestaltet. Der Schalldeckel ist mit einer Figur des auferstandenen Christus bekrönt.
Der bronzene Taufkessel ist ein künstlerisch wertvolles Werk vom Ende des 13. Jahrhunderts. Der Taufkessel wird getragen von vier Männern, welche die Paradiesflüsse Euphrat, Tigris, Pischon und Gihon symbolisieren. An der Wandung sind neun flache Reliefdarstellungen der Kindheit und Jugend Christi von der Verkündigung an Maria bis zur Taufe durch Johannes zu finden. Die Farbfassung wurde im 19. Jahrhundert erneuert.
Ein geschnitztes Triumphkreuz wahrscheinlich von 1443 zeigt Christus mit Naturhaar als Haupt- und Barthaar.

### Grabmäler und Bildnisse
Zahlreiche Grabmäler und Epitaphe des 16. bis 18. Jahrhunderts ergänzen die Ausstattung. Davon ist besonders das Epitaph für Christoffel von Lepzczik († 1550) am nordwestlichen Vierungspfeiler hervorzuheben, das den gerüsteten Verstorbenen vor dem gekreuzigten Christus zeigt. Ein Epitaph für ein Ehepaar Blume († 1573 und 1581) im südlichen Querhaus ist mit feingearbeiteten Reliefs versehen. Ebenfalls im südlichen Querhaus befindet sich die Grabplatte für den ersten evangelischen Prediger an St. Martini, Justus Otho von Eimbeck († 1574) mit einer Darstellung des Verstorbenen als Ganzfigur in einer Ädikularahmung. In der Gestaltung ähnlich sind die Grabmäler für die Prediger Daniel Sachse († 1605) und Lambert Ehrentraut († 1606). Zahlreiche Pastorenbildnisse mit Darstellungen der Verstorbenen als Ganzfigur oder Büste sind in den Seitenschiffen oder auf der Orgelempore erhalten, davon hervorzuheben ist das Bild für Heinrich Rixner aus dem Jahr 1698 in besonders reicher Rahmung über dem südlichen Hauptportal. Weiter sind auf der Orgelempore Bürgermeister-Epitaphe mit Bildnispaar und Ehewappen erhalten, davon besonders bemerkenswert ist dasjenige für Johann Beyr († 1704) und seine Frau Katharina Elisabeth Froweins.

## Orgel

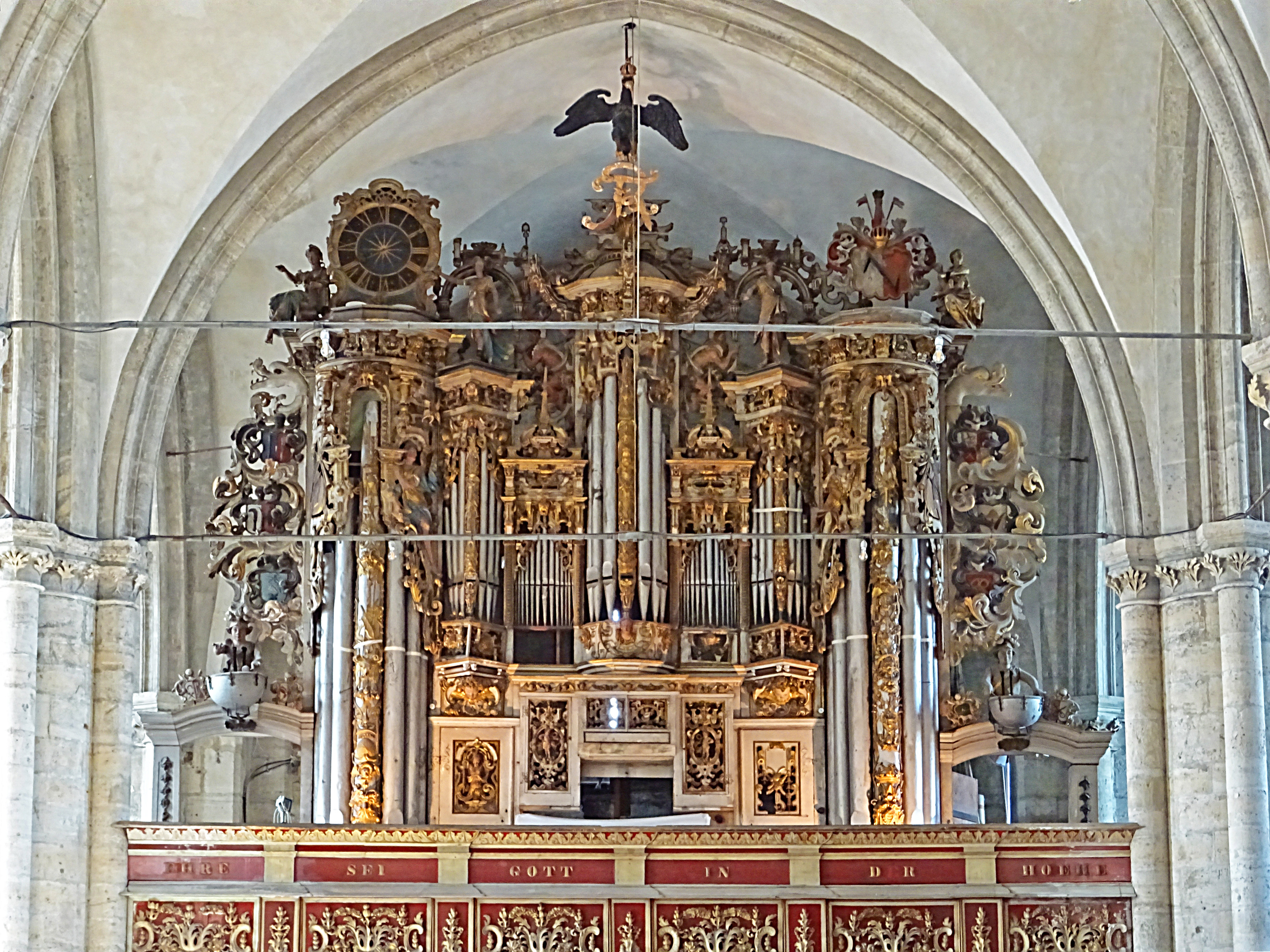
Orgelprospekt von David Beck

In St. Martini befindet sich der Prospekt der sog. Gröninger Orgel, eines der Meisterwerke frühbarocken Orgelbaus. Erbaut wurde diese Orgel in den Jahren 1592 bis 1596 von dem Orgelbauer David Beck. Auftraggeber war Herzog Heinrich Julius von Braunschweig-Wolfenbüttel, der das Instrument als Administrator des Stifts Halberstadt für die Schlosskapelle in seinem Residenzschloss Gröningen erbauen ließ, etwa zeitgleich mit dem Gröninger Fass. Das monumentale Werk mit 59 Registern wurde 1596 in einer Orgelprobe von den 53 namhaftesten Organisten der Zeit geprüft und eingeweiht. Michael Praetorius beschrieb die Orgel und ihre Disposition in seinem Syntagma musicum. Im Zuge der Auflösung des Gröninger Schlosses verschenkte Friedrich der Große die Orgel an St. Martini, wo das Instrument im Jahre 1770 aufgestellt wurde. Es ersetzte dort eine Orgel, die um das Jahr 1590 (ebenfalls) von dem Orgelbauer David Beck erbaut worden war, und die nun nach Derenburg verkauft wurde; erhalten ist davon bis heute der Prospekt -- das Orgelwerk wurde 1888 von Friedrich Ladegast romantisch verändert.
Etwa sechzig Jahre später, um das Jahr 1830, wurde das originale Pfeifenwerk der Gröninger-Orgel entfernt. Weitgehend erhalten blieb nur der historische Prospekt, mit Ausnahme des Gehäuses und Prospekts des Rückpositivs, das in die Kirche St. Simon und Judas zu Harsleben verbracht wurde. In dem erhaltenen Prospekt baute der Orgelbauer Johann Friedrich Schulze ein neues Orgelwerk im Stile der Zeit ein. Dieses Orgelwerk wurde im Jahre 1921 durch ein Orgelwerk ersetzt, das 1886–1899 von dem Orgelbauer Ernst Röver erbaut worden war, und bis 1921 als Mietinstrument in der Barmer Stadthalle gestanden hatte.
Die Orgel wurde im Zweiten Weltkrieg ausgebaut, ausgelagert und so vor der Zerstörung bei dem Bombenangriff vom 8. April 1945 bewahrt.
Ein Förderverein setzt sich seit einigen Jahren für die Rückführung des Rückpositivs und die Rekonstruktion der Gröninger Orgel ein. Das Orgelwerk von Ernst Röver wurde 2012 abgebaut und wird derzeit in St. Stephani in Calbe in einem neuen Orgelgehäuse wieder aufgestellt.

## Glocken
Vom Geläut mit sechs Glocken, das seit dem Mittelalter in Konkurrenz zu dem des Domes steht, blieben nach den beiden Weltkriegen drei übrig; es sind die Feuerglocke, die Apostelglocke und die Armesünderglocke. Während die Armesünderglocke gesprungen war, blieben die beiden großen Glocken unversehrt. Nach dem Wiederaufbau der Türme wurden diese läutbar gemacht, indem man sie in einen Stahlglockenstuhl an verkröpfte Stahljoche hing; die kleine Glocke wurde geschweißt und lediglich als Uhrschlagglocke verwendet. Durch die technisch ungünstige Aufhängung bekam die Apostelglocke einen langen horizontalen Riss, während bei der Feuerglocke ein Kronenhenkel brach und sich kleinere Risse in der Kronenplatte auftaten; der Läutebetrieb musste eingestellt werden. Im Rahmen einer Sanierung ab dem Jahre 2003 wurden alle Glocken geschweißt und in einen Holzglockenstuhl an gerade Holzjoche gehängt sowie mit neuen Klöppeln versehen. In der Neujahrsnacht 2005 läuteten die Glocken das erste Mal nach der Restaurierung. Durch einen Glockentausch von Zeitz und Halle gelangten zwei Gussstahlglocken für den Uhrschlag nach St. Martini.
| Nr. | Name                       | Gussjahr | Gießer                 | Durchmesser (mm) | Masse (kg) | Schlagton (HT-1/16) | Glockenstube            |
| 1   | Feuerglocke (Bürgerglocke) | 1511     | Heinrich von Kampen    | 2.129            | ≈5.700     | gis0 –2             | Südturm                 |
| 2   | Apostelglocke              | 1439     | unbekannt              | 1.488            | 2.390      | dis1 −3             | Nordturm, nebeneinander |
| 3   | Armesünderglocke           | 14. Jh.  | unbekannt              | 699              | 260        | e2 0+5              | Nordturm, nebeneinander |
| I   | Stundenschlag-Glocke       | 1922     | AG Lauchhammer, Torgau |                  | ≈1.100     | fis1 −2             |                         |
| II  | Viertelschlag-Glocke       | 1922     | AG Lauchhammer, Torgau | 1.180            | 650        | a1 0−5              |                         |